# Pèrnas dei Fònts
Pèrnas dei Fònts (en francès Pernes-les-Fontaines) és un municipi francès situat al departament de Valclusa i a la regió de Provença – Alps – Costa Blava. L'any 1999 tenia 10.170 habitants.

## Demografia
| Evolució de la població |       |       |       |       |       |       |       |       |
| 1793                    | 1800  | 1806  | 1821  | 1831  | 1836  | 1841  | 1846  | 1851  |
| 3 480                   | 3 621 | 3 869 | 4 186 | 4 593 | 4 796 | 4 997 | 5 199 | 5 420 |

| 1856  | 1861  | 1866  | 1872  | 1876  | 1881  | 1886  | 1891  | 1896  |
| ----- | ----- | ----- | ----- | ----- | ----- | ----- | ----- | ----- |
| 5 131 | 5 278 | 5 084 | 4 718 | 4 551 | 4 162 | 3 992 | 3 806 | 3 790 |

| 1901  | 1906  | 1911  | 1921  | 1926  | 1931  | 1936  | 1946  | 1954  |
| ----- | ----- | ----- | ----- | ----- | ----- | ----- | ----- | ----- |
| 3 880 | 3 974 | 3 930 | 3 654 | 3 607 | 3 708 | 3 795 | 3 979 | 4 268 |

| 1962  | 1968  | 1975  | 1982  | 1990  | 1999   | 2006 | 2011 | 2016 |
| ----- | ----- | ----- | ----- | ----- | ------ | ---- | ---- | ---- |
| 4 860 | 5 560 | 6 088 | 6 961 | 8 304 | 10 170 | -    | -    | -    |

| 2019 | - | - | - | - | - | - | - | - |
| ---- | - | - | - | - | - | - | - | - |
| -    | - | - | - | - | - | - | - | - |

## Administració
| Període | Identitat       | Partit        |
| ------- | --------------- | ------------- |
| -1995   | Hervé de Chirée | Divers droite |
| 1995-   | Pierre Gabert   | Divers droite |